# Sashi Chalwe
Sashi Triehimus Chalwe (Lusaka, 16 febbraio 1983) è un ex calciatore zambiano, di ruolo difensore.